# Купальница алтайская
Купа́льница алта́йская, или огонёк алта́йский (лат. Trollius altaicus) — травянистое многолетнее растение рода Купальница (Trollius) семейства Лютиковые (Ranunculaceae).

## Распространение и экология
Встречается на Алтае, в Западной Сибири и Средней Азии, Северном Китае и Монголии. 
Растёт по верхней границе лесного пояса, на субальпийских и альпийских лугах на высоте 900―2300 м над уровнем моря. 

## Ботаническое описание
Стебель простой, реже ветвистый, высотой до 80—90 см. 
Стеблевые листья сидячие. Прикорневые листья на черешке пальчато-раздельные, собраны в розетку 25—30 см высотой.
Цветки шаровидные, оранжевые или золотисто-жёлтые, снаружи иногда красноватые, широкояйцевидные, крупные, диаметром до 5 см, слегка открытые. Чашелистики в количестве 10—20. Лепестки-нектарники оранжевые, в 2 раза короче чашелистиков, на верхушке закругленные, нерасширенные, узкие. Тычинки и пестики многочисленные. Пыльники пурпурные. Во время цветения в центре видны чёрные пестики. От купальницы азиатской отличается маленькими и более узкими лепестками. Цветёт в зависимости от места обитания в мае, июне. 
Плоды-листовки расположены шарообразной головкой. Носик отогнут наружу. Семена гладкие, чёрные, с едва намеченными гранями.
В полосе контакта с купальницей азиатской и с купальницей джунгарской на Тянь-Шане образует гибриды. 

## Значение и применение
По наблюдениям в Киргизии цветки и плоды поедаются овцами, при этом листья почти не поедаются. 
Имеет сходный химический состав с купальницей азиатской и так же используется в народной медицине.
Выращивается как декоративное растение. В культуре с 1874 года.

## Охрана
Этот вид занесён в Красную книгу республики Узбекистан.

## Таксономия
Вид впервые был описан российским ботаником Карлом Антоновичем Мейером в работе Verzeichnis der Pflanzen, welche während der 1829—1830 unternommenen Reise im Kaukasus und in Provinzen am westlichen Ufer des kaspischen Meeres gefunden und gesammelt worden sind, опубликованной в 1831 году.

### Подвиды
- Trollius altaicus subsp. altaicus [syn.  Trollius caucasicus Ledeb. , Fl. Altaic. 2: 301 (1830), nom. illeg.]
- Trollius altaicus subsp. pulcher (Makino) Kadota, Mem. Natl. Sci. Mus. (Tokyo) 24: 54 (1991) [syn.  Trollius pulcher Makino , Bot. Mag. (Tokyo) 28: 109 (1914)]
- Trollius altaicus subsp. sachalinensis Kadota, Mem. Natl. Sci. Mus. (Tokyo) 24: 57 (1991)